# Telón

Telón vertical, de guillotina o telón alemán.

Telón horizontal (telón griego o cortina a la americana).

El telón es el lienzo o cortina corredera que, en un teatro o en otra sala de espectáculos, separa el espacio del público del escenario o de parte de él. Puede abrirse y cerrarse, bien en sentido vertical (como una persiana), o bien en sentido horizontal (como una cortina).
El llamado telón de boca es el grande que cierra la embocadura a la altura del proscenio; se mantiene cerrado antes del comienzo de la representación y durante el intermedio o los entreactos, a fin de ocultar al público los posibles cambios en la escenografía. El término telón también se usa para designar el final de la obra puesta en escena.
El Diccionario de la lengua española de la RAE propone como origen de telón el aumentativo de "tela". En francés se usan los términos «rideau» y «toile de théâtre»; en inglés puede utilizarse «stage curtain», como término genérico; «telone o sipario» en italiano y «Vorhang» en alemán.

## Descripción y tipos
Constituido por una simple manta vieja o unos harapos entre los cómicos de la legua, el telón fue evolucionando hasta convertirse en un objeto artístico decorado con pasamanería y bordados. Los telones clásicos del teatro a la italiana se fabricaban con tejidos densos y pesados —como el terciopelo—, evitando así dejar pasar los rumores y las luces del escenario durante los cambios de escena entre un acto y otro. 
En la arquitectura teatral interior moderna, detrás del telón textil tradicional existe el telón cortafuegos que cae a guillotina sobre el escenario; su función, en caso de incendio, es evitar que las llamas se propaguen a la sala. En su origen (finales del siglo XIX) estaba hecho de una tela rígida y también solía aparecer pintado, completando sus objetivos de seguridad con aspectos decorativos.

### Tipos de telones

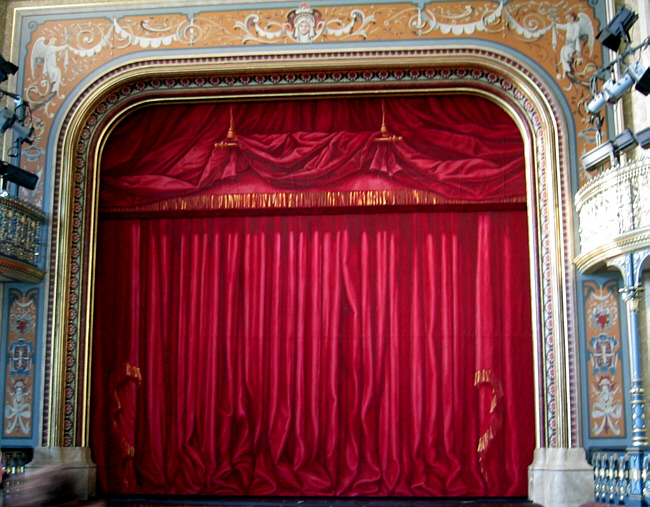
Telón tradicional del Parktheater Göggingen (Kurhaus), en Augsburgo (Alemania).

Además de los mencionados telón de boca y telón de fuego o cortafuegos, la arquitectura interior teatral diferencia los siguientes tipos:
- El telón de fondo o telón de foro, situado al final del escenario y siempre bajado.

- El telón de asbesto y telón de hierro (metálico o de seguridad), otros modos de denominar el telón cortafuegos.

- El telón griego (o telón a la americana), también llamado cortina a la griega, corrediza o de boca, designa al telón dividido en dos partes simétricamente iguales que al abrirse se deslizan por un riel del peine, quedando plegadas a ambos lados de la embocadura del escenario.[6]

- El telón italiano o de pabellón es una evolución del tipo de telón griego; como aquel se pliega en dos partes iguales hacia los lados de la escena. La diferencia estriba en el sistema de apertura o cierre, consistente en una sucesión de argollas trabadas por cuerdas (la imagen resultante recuerda al perfil arquitectónico de un pabellón).[7]

- El telón alemán o telón de guillotina es el clásico telón de boca que, suspendido del peine (en la parte alta del torreón de tramoya sobre el arco de proscenio), sube y baja gracias a un sistema de poleas y contrapesos.

- El telón francés, otro de los telones de boca más clásicos, es el que se recoge hacia arriba con un sistema de cuerdas verticales, formando un dibujo geométrico de pliegues a distintas alturas.[2]

- El telón de comodín o comodín se llama al lienzo ligero situado detrás del telón de boca. Por su facilidad de manipulación, suele utilizarse para cambios de escena rápidos.[8]

- El telón de cielo es uno de los telones clásicos más antiguos; llamado así porque, al ser alzado hacia la parrilla curvándose por sus extremos laterales, forma un semicírculo que "abraza la escena".[9]

- El telón de gasa se suele usar como complemento decorativo, integrado en la utilería y el atrezo, o iluminado por detrás para crear siluetas, transparencias o efectos visuales.[2]

- El telón de bambalina, lienzo de tela o gasa en el que se ha representado un dibujo celeste, integrándose así en la escenografía. Al no cerrar en su totalidad la boca del escenario, no debe considerarse un telón propiamente dicho.[10]

- Telones colgantes, similares a los lienzos de bambalinas, se llama a los grandes paños verticales usados para crear diferentes fondos de escenario en un juego de perspectiva. Forman parte principal de los recursos escenográficos y suelen ir pintados representando calles, árboles, cielos, etc.[2]

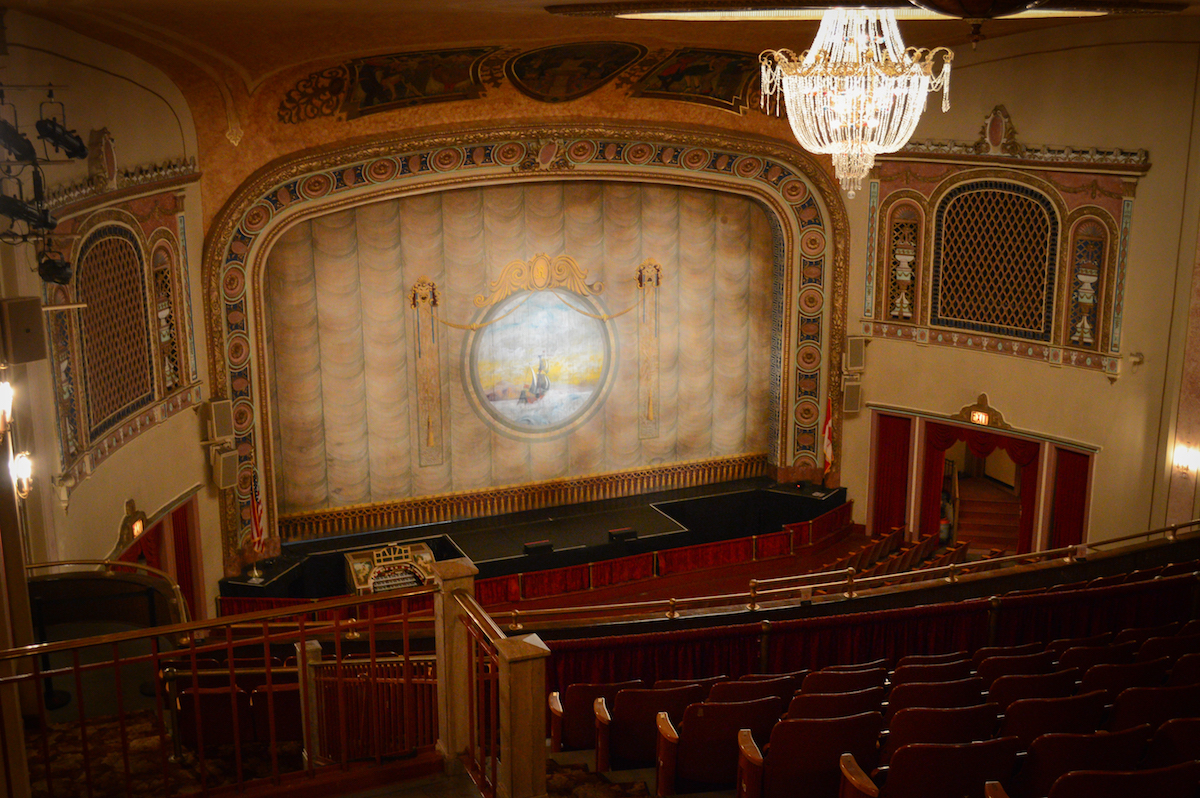
Telón cortafuegos
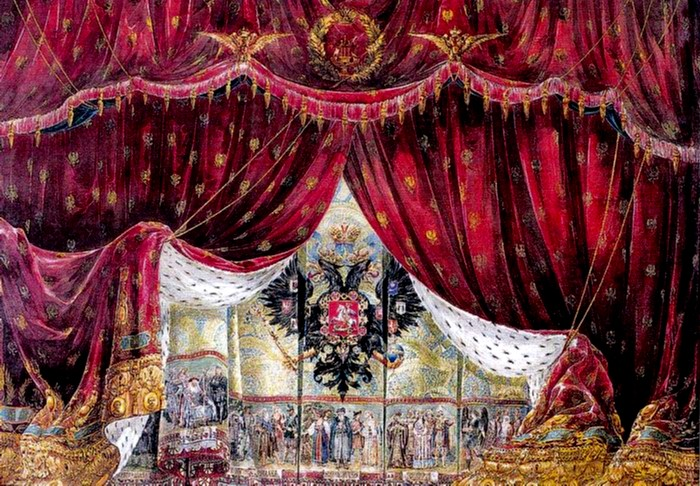
Telón francés
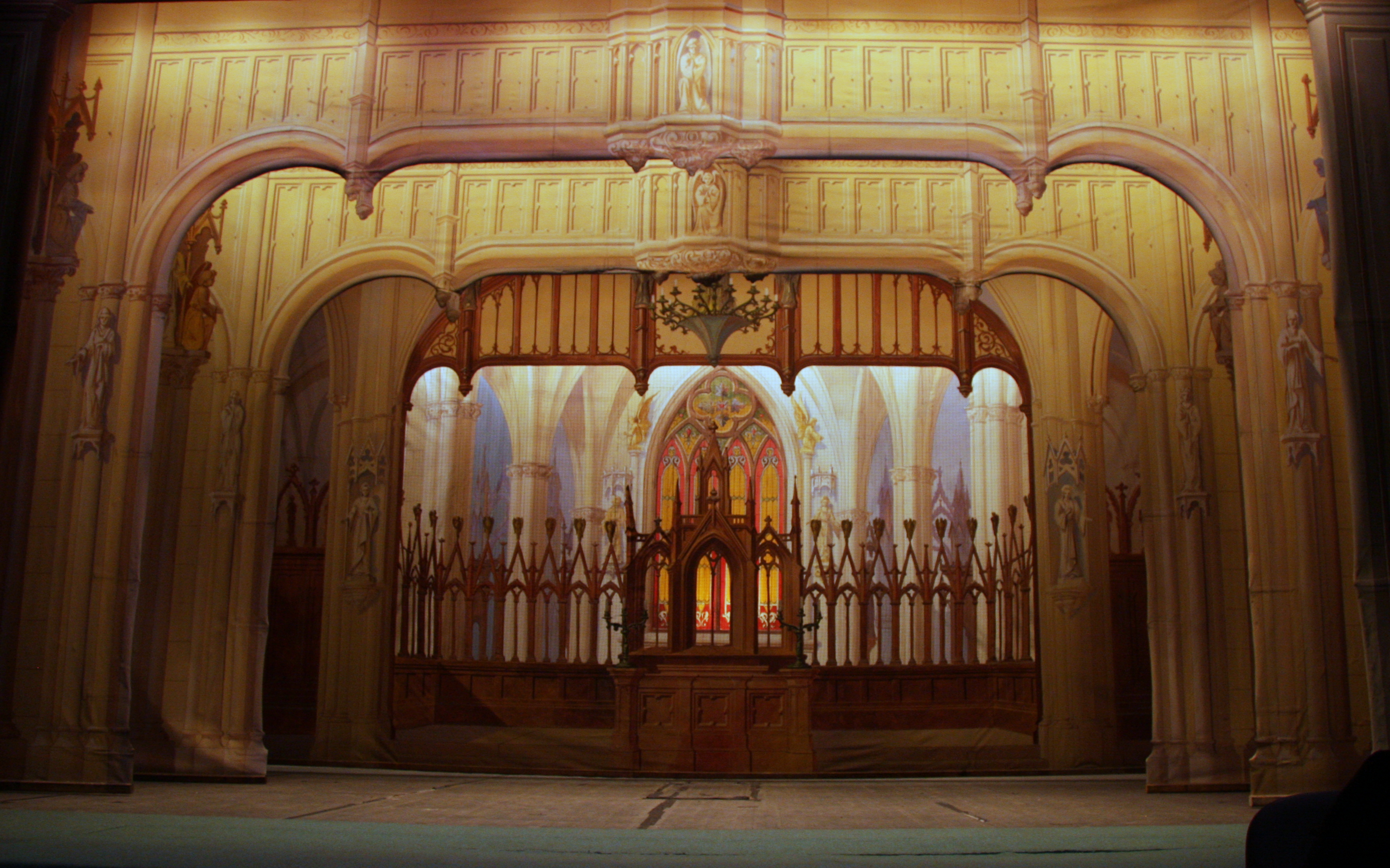
Telones colgantes
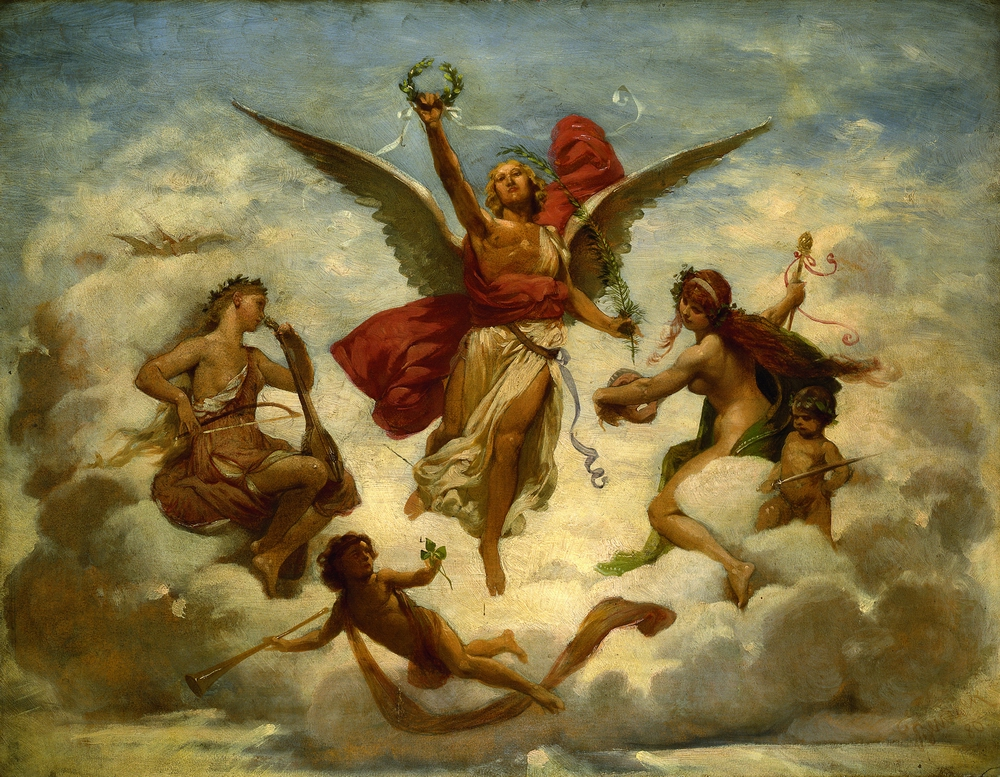
Telón pintado a mano del Teatro de Praga antes de su incendio en 1881
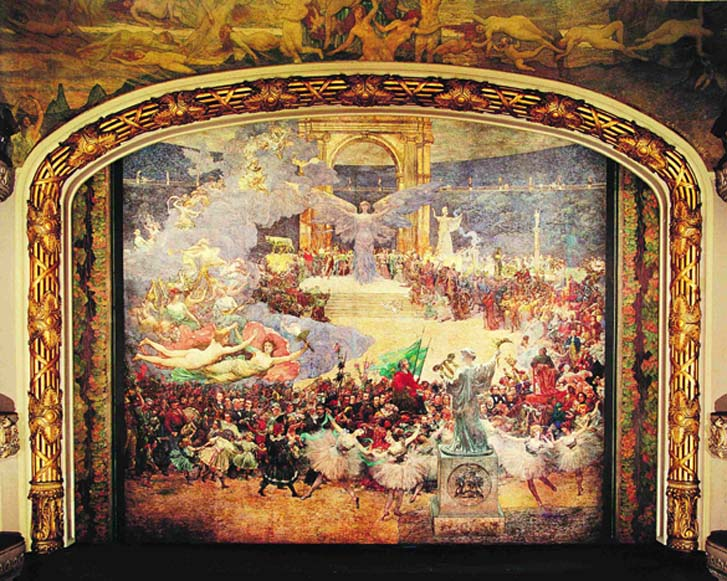
Telón pintado a mano del Teatro Municipal de Río de Janeiro, por Eliseu Visconti en 1908